# Jason Tam
Jason Tam (Honolulu, 28 giugno 1982) è un attore, cantante e ballerino statunitense.

## Carriera
Debutta a Broadway da bambino nel musical Les Misérables, in cui interpreta Gavroche. Nel 2006 torna a Broadway per interpretare Paul in A Chorus Line con Charlotte d'Amboise; nel 2011 recita in Lysistrata Jones a New York e per la sua performance viene candidato all'Astaire Award per il miglior ballerino. Nel 2013 recita in If/Then con LaChanze, Idina Menzel ed Anthony Rapp.

## Filmografia parziale

### Televisione
- Beyond the Break - Vite sull'onda - serie TV, 35 episodi (2006 - 2009)
- Una vita da vivere - serie TV, 12 episodi (2007 - 2012)
- Jesus Christ Superstar Live in Concert - film TV (2018)